# Németh Imre (újságíró)
Németh Imre József György (Kőszeg, 1893. június 12. – Budapest, 1970. június 13.) magyar újságíró, író, politikus, országgyűlési képviselő.

## Életpályája
1912–1914 között a József Műegyetemen jogot tanult, de tanulmányait nem fejezte be. 1914-ben katonának állt az első világháborúban. 1918-ban tartalékos főhadnagyként szerelt le. 1921–1922 között a Magyar Kurír és a Budapesti Hírlap szerkesztője volt. 1922–1926 között a Szózat, 1928–1932 között az Előőrs, 1932–1939 között a Szabadság napilapok munatársa volt. 1926–1927 között a Magyar Országos Tudósító munkatársa és rovatvezetője, 1927–1938 között felelős szerkesztője volt. 1934–1935 között a Válasz című folyóirat felelős szerkesztője, 1934–1938 között kiadója volt. 1936–1938 között az Írók Gazdasági Egyesületének (IGE) tisztségviselője és a Bartha Miklós Társaság elnöke volt. 1939–1941 között a Vállalkozók Lapja munkatársa, 1941–1944 között szerkesztője volt. 1945 után is folytatta újságírói munkásságát. 1945–1950 között a Szabad Szó, a Magyar Vasárnap, a Magyar Nemzet valamint az Élet és Tudomány munkatársa volt. 1951–1955 között a Tankönyvkiadó külső munkatársa, szerkesztője és segédlektora volt.

### Politikai pályafutása
1935–1938 között a Nemzeti Egység Pártja programjával országgyűlési képviselő volt (Kőszeg). 1937-ben parlamenti beszédeiben és írásaiban fellépett a földreformért és üdvözölte a Márciusi Front megalakulását. Bajcsy-Zsilinszky Endre mellett részt vett a Belgrádban megrendezett Balkán Konferencián, amelyen a kelet-közép-európai kis országok összefogásáról tárgyaltak. 1945 után a Nemzeti Parasztpárt tagja volt.

## Magánélete
Szülei Németh Imre takarékpénztári könyvelő és Waisbecker Anna (1870-1914) voltak. 1947-ben, Budapesten házasságot kötött Szabó Magdolnával.Három fiuk született: Imre, Zoltán és Tibor.
Sírja a Farkasréti temetőben található (10/1-1-303).

## Művei
- Őserdők mélyén (Magyar László regényes életrajza, Budapest, 1953)
- Az ősi szó nyomában (Reguly Antal regényes életrajza, Budapest, 1956)
- A Bíbor-tenger partján (Xantus János élete, Budapest, 1959, németül: 1963)
- Zsarnokok futára (regény, Budapest, 1966)

## Emlékezete
1993-ban, születésének 100. évfordulóján, Kőszegen emléktáblát avattak tiszteletére.

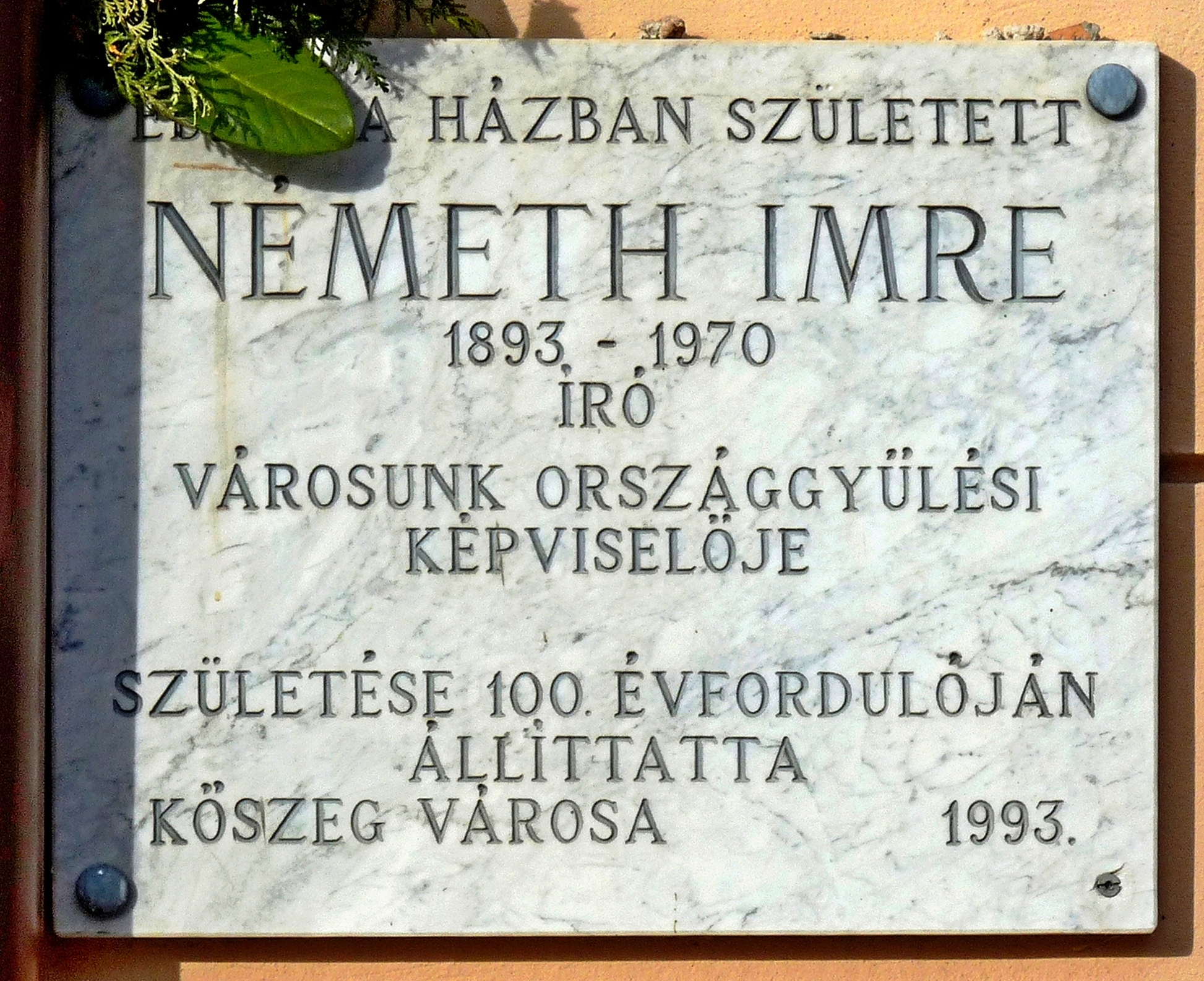
Németh Imre (1893–1970) író, országgyűlési képviselő 100. születésnapjára elhelyezett emléktábla szülőháza falán. (Kőszeg, Fő tér 3.)